# Kellenberg

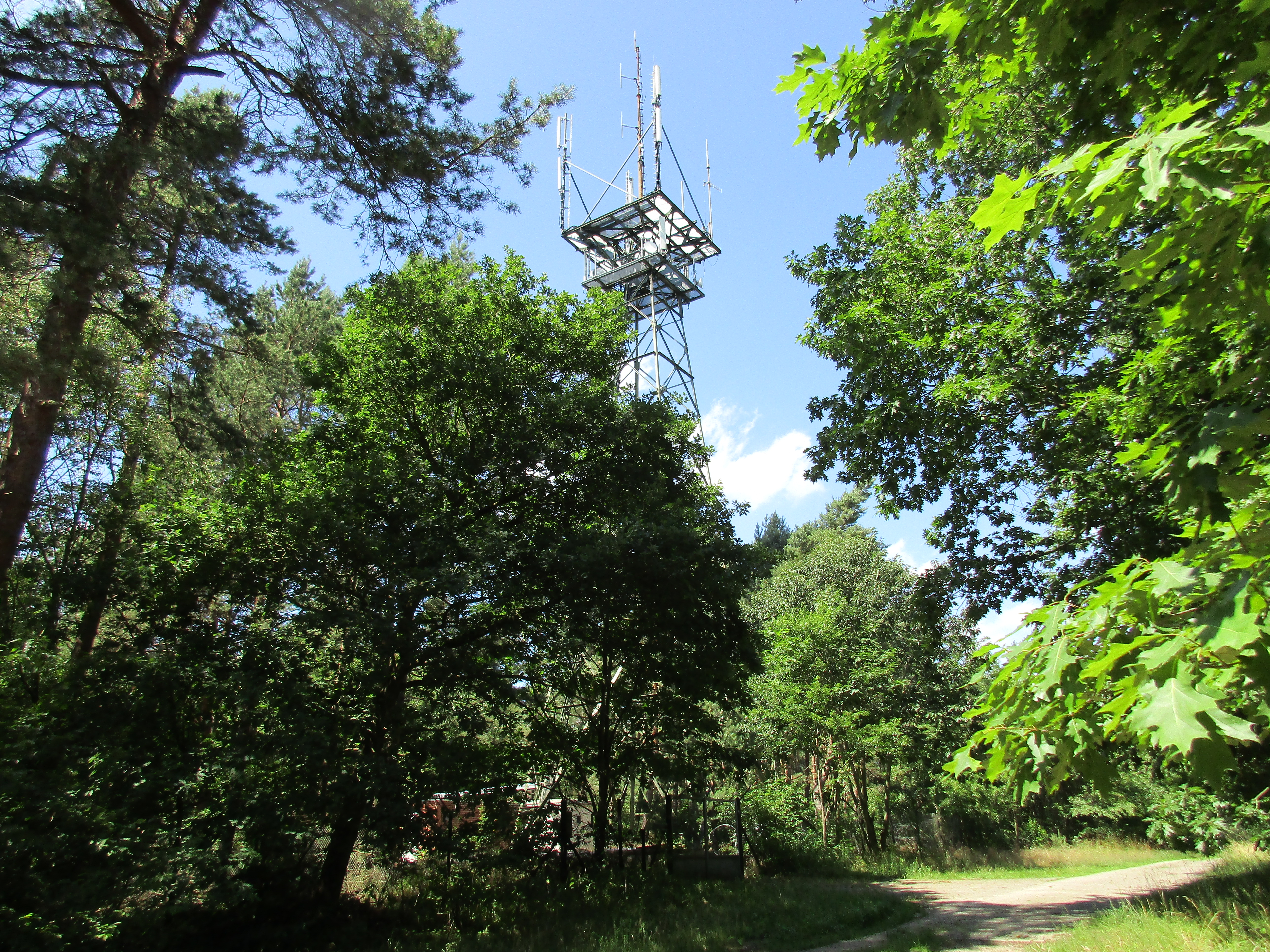
Sendeanlage auf dem Kellenberg

Der Kellenberg ist ein inselartiger, bis 77 m hoher hügeliger Höhenzug im Landkreis Diepholz im mittleren Niedersachsen (Deutschland). 

## Geographie
Die waldreiche Hügellandschaft des Kellenbergs, die in Nord-Süd-Richtung etwa 8 km und in West-Ost-Richtung rund 2 bis 4 km misst, liegt im Südteil des Norddeutschen Tieflandes ungefähr 50 km südsüdwestlich von Bremen bzw. etwa 50 km nordöstlich von Osnabrück. 
Naturräumlich liegt der Kellenberg zwischen der Diepholzer Moorniederung im Norden (Großes Moor, Wietingsmoor) und dem nach Süden allmählich ansteigenden Vorland des Wiehengebirges und des vorgelagerten Stemweder Berges. Weitere Moore liegen im Osten (Neustädter Moor) und Süden (Rehdener Geestmoor). Große Niederungen der nach Norden gerichteten Flüsse flankieren beiderseits den Kellenberg; östlich die der Wagenfelder Aue und der Großen Aue, westlich die Niederung der Hunte mit dem Dümmer. 
Die Ortschaft Kellenberg am Südrand gehört zur Gemeinde Hemsloh der Samtgemeinde Rehden.

## Geologie und Landschaftsbild
Der überwiegend aus Sanden aufgebaute Kellenberg ist Teil einer eiszeitlichen Endmoränenstaffel aus dem frühen Vergletscherungsgeschehen der Saaleeiszeit, dem so genannten Drenthe I-Stadium. Zu dieser auch als Rehburger Phase bezeichneten Eisrandlage, die auf etwa 230.000 Jahre vor heute datiert werden kann, gehören auch die Lingener Höhe, die Ankumer Höhe, die dem Kellenberg westlich benachbarten Dammer Berge und der Brelinger Berg (nicht allerdings die Rehburger Berge am Steinhuder Meer). In seiner sanft geschwungenen Hügellandschaft befinden sich in ehemaligen Sandgruben Seen und Tümpel, die das waldreiche, von Kiefernbeständen des Staatsforsts Erdmannshausen geprägte Landschaftsbild bereichern.

## Verkehrsanbindung
Dem Südwestrand des Kellenbergs folgt ein Abschnitt der B 239, die Rehden im Nordwesten mit Wagenfeld im Südosten verbindet. Mittig gequert wird der Höhenzug von der B 214, die von Rehden im Westen nach Barver im Osten führt.

## Erhebungen
Neben der gleichnamigen höchsten Bergkuppe (77 m ü. NN; mit Sendeanlage) weist der Kellenberg mindestens vier weitere unbenannte Erhebungen zwischen 52 und 72 m Höhe auf. 

## Gewässer
Wegen des meist durchlässigen Untergrundes gibt es im Höhenzug selbst nur unbedeutende Fließgewässer. An Stillgewässern gibt es jedoch mehrere kleine Seen und Tümpel im Mittelteil der Hügellandschaft. Weiter außerhalb passieren die Hügellandschaft im Westen und Nordwesten die Hunte (westlicher Nebenfluss der Weser) und im Osten die Wagenfelder Aue (südlicher Nebenfluss der Hunte).

## Ortschaften
Zu den Ortschaften in und nahe dem Kellenberg gehören:
| - Drebber (nordwestlich) - Rehden (westlich) | - Barver (östlich) - Wagenfeld (südöstlich) |

Koordinaten: 52° 36′ N, 8° 31′ O